# Кузякіна Наталія Борисівна
Ната́лія Бори́сівна Кузя́кіна (5 вересня 1928, Київ — 22 травня 1994, Санкт-Петербург) — українська театрознавиця і літературознавиця. Досліджувала творчість Любомира Дмитерка, Леся Курбаса, Миколи Куліша, Олександра Довженка.
Докторка мистецтвознавства (1971), професорка (1972). Членкиня Національної спілки письменників України (1956).

## Біографія
Народилася 1928 р. в Києві. Батько, Борис Іванович Кузякін, був музичним майстром і помер 1943 року. Мати, Марія Василівна Кузякіна, була домогосподаркою, померла 1931 року.
1936 почала навчатися в першому класі 83-ї школи Києва, 1941 року закінчила 5-й клас. У роки Другої світової війни жила і вчилася в Ташкенті. 1944 року повернулася до Києва і 1945 року закінчила 10-й клас 5-ї вечірньої школи. 1946 року вступила до Київського університету (філологічний факультет, російський відділ, заочне відділення). 1948 року закінчила його екстерном. 1948 року була прийнята до аспірантури Київського державного університету (кафедра української літератури) і 1951 року закінчила її. 1952 року закінчила кандидатську дисертацію «Становлення української радянської драматургії. 1917—1934 рр.».
У 1952—1956 роках працювала завідувачкою кафедри літератури Ізмаїльського вчительського, а потім — педагогічного інституту. 1956 р., у зв'язку з переводом літературного факультету до Одеси, почала працювати в Одеському державному університеті на посаді доцентки. Звільнилася з цієї посади у вересні 1961 р. за власним бажанням у зв'язку з переїздом до Києва. У Києві з листопада 1961 р. працювала заступницею головного редактора Державного видавництва музичної літератури й образотворчого мистецтва УРСР (відділу театру і кіно). Працювала в ІМФЕ ім. М. Рильського АН УРСР(1962—1967), звідки була звільнена за «ідейно помилкову статтю „Народжена революцією“, в якій викривлено висвітлюється шлях розвитку української радянської драматургії», як зазначено у відповідному протоколі. 1962—1968 — викладала в КДІТМ ім. І. Карпенка-Карого. 1969—1972 — викладачка Київського театрального інституту. Після звільнення змушена була залишити Україну. З 1972 р. викладала в Ленінградському інституті театру, музики та кінематографії.
Досліджувала українську драматургію і режисуру, творчість І. Кочерги, Лесі Українки, Леся Курбаса, М. Куліша, О. Довженка.
Написала сценарії документальних фільмів «Моя адреса — Соловки» («Київнаукфільм», реж. Л. Анічкін): «Пастка» (1991), «Тягар мовчання», «Не вдарте жінку навіть квіткою», «Навіщо перекладати Вергілія?» (1992) — про останні дні життя Л. Курбаса і М. Куліша на Соловках.
Наприкінці життя мріяла повернутися до Києва, але їй не вдалося це здійснити. Залишився її рукопис, присвячений життю та творчості М. Куліша. У 2010 році ця монографія (у перекладі українською мовою Сергія Іванюка) вийшла окремою книжкою під назвою «Траєкторії доль», у видавництві «Темпора» спільно з «НаУКМА».